# Bangunsari (Mejayan)
Bangunsari is een bestuurslaag in het regentschap Madiun van de provincie Oost-Java, Indonesië. Bangunsari telt 4177 inwoners (volkstelling 2010).